# Göran Arnberg
Lars Mikael Arnberg dit Göran Arnberg, né le 1er août 1957 à Borlänge, est un joueur de football international suédois.

## Biographie

### Sélection
Il participe avec la sélection suédoise olympique aux Jeux olympiques d'été de 1988. Lors du tournoi olympique, il dispute 4 matchs et atteint les quarts de finale.
Il reçoit une seule et unique sélection en équipe de Suède, le 1er mars 1981 contre la Finlande.